# Pizza cake
Cet article possède un paronyme, voir Cake.
Une pizza cake (ou pizza-cake) est une pizza à plusieurs couches, assez haute à la manière d'un cake. 

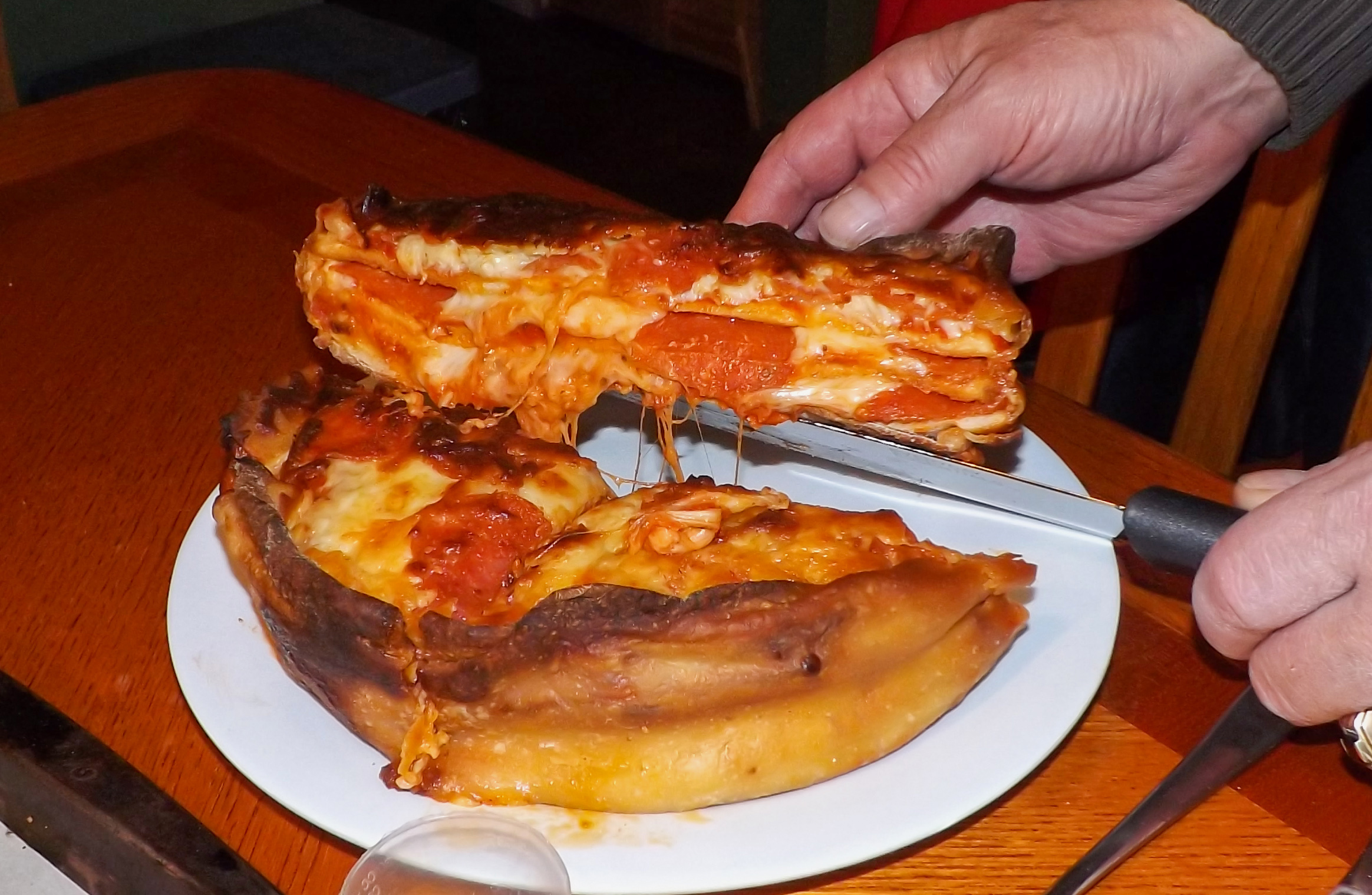
Pizza cake découpée.

Les premières recettes apparaissent sur Internet à partir d'avril 2014 par la chaine de pizzas canadienne Boston Pizza et deviennent virales quand la marque américaine Pillsbury Company en donne un exemple en septembre 2014.